# CoronaVac

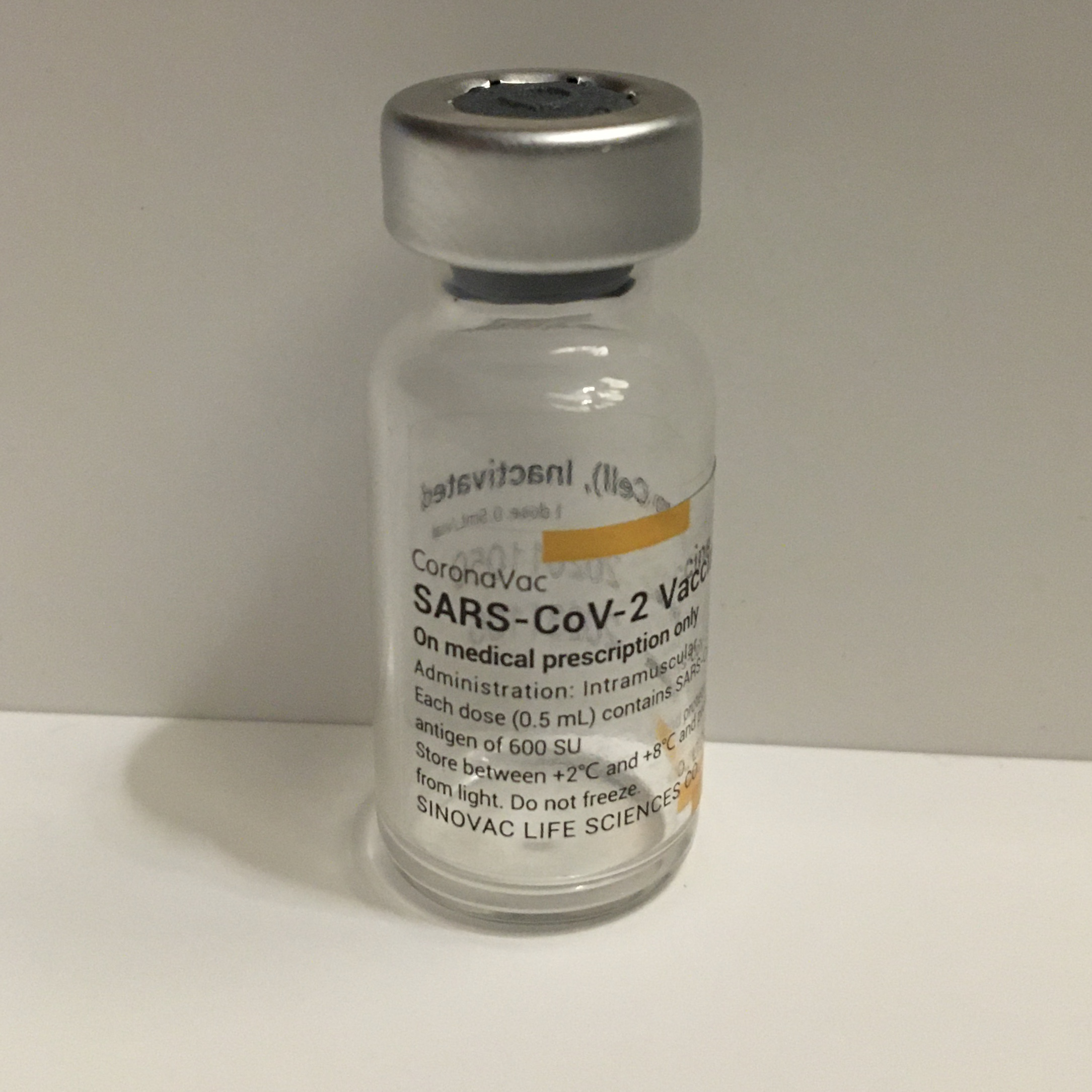
Ampolla buida de CoronaVac

CoronaVac és una vacuna contra la COVID-19 desenvolupada per la companyia biofarmacèutica xinesa Sinovac. A partir de mitjan 2020, el candidat a la vacuna estava en fase de assaig clínic fase III; està en proves de fase III al Brasil, Xile, Indonèsia i Turquia. CoronaVac utilitza una tecnologia similar i més tradicional com en BBIBP-CorV i BBV152, altres vacunes contra virus inactivats per a COVID-19 en assaigs de fase III.
El 7 de gener de 2021, l'Institut Butantan del Brasil va anunciar que la vacuna era efectiva del 78% en casos lleus i 100% efectiva contra infeccions greus i moderades basades en 220 casos COVID-19 de 13.000 voluntaris sense detallar com es calculava la taxa d'eficàcia. Turquia havia anunciat prèviament una taxa d'eficàcia del 91,25% a partir de l'anàlisi provisional de 29 casos basada només en les dades de 1.322 participants en un assaig amb 7.371 voluntaris i Indonèsia va anunciar una taxa d'eficàcia de 65,3% basat en dades de 1.600 participants en els seus assajos.

## Assajos
De fase I-II amb 600 participants: =Immunogenicitat que provoca un 92% de seroconversió a dosis més baixes i un 98% a dosis més altes després de 14 dies A la Xina, Maig 2020 -.
De fase III amb 33620 participants: Doble cec, aleatoritzat i controlat amb placebo per avaluar l'eficàcia i la seguretat.
Turquia va anunciar els resultats positius d'una anàlisi provisional d'una petita mostra el 24 de desembre de 2020, amb una eficàcia del 91%. Indonèsia va anunciar resultats addicionals l'11 de gener, amb una eficàcia global del 65,3%. La vacuna va ser del 50,4% efectiva per prevenir infeccions simptomàtiques en un assaig brasiler.
Brasil (15.000); Xile (3.000); Indonèsia (1.620); Turquia (13.000).
Jul 2020 – Oct 2021 a Brasil; Ago 2020 – Gen 2021 a Indonèsia

## Autoritzacions
Autorització plena
     Autorització d'emergència
     Permesa per viatjar
     Destinatari apte per a COVAX (avaluació en curs)
Plena (1)
1. Xina[20]

Emergència (71)
1. Albània[21]
2. Algèria[22]
3. Aràbia Saudita[cal citació]
4. Argentina[23]
5. Armènia[24]
6. Azerbaijan[25]
7. Bangladesh[26]
8. Benin[27]
9. Bolívia[28]
10. Bòsnia i Hercegovina[29]
11. Botswana[30]
12. Brasil[31]
13. Cambodja[32]
14. Colòmbia[33]
15. Djibouti [34]
16. Dominica[35]
17. República Dominicana[36]
18. Egipte[37]
19. Equador[38]
20. Fiji[39]
21. Filipines[40]
22. Gabon[35]
23. Geòrgia[41]
24. Guinea[42]
25. Guinea Equatorial[22]
26. Guyana[35]
27. Hongria[22]
28. Iemen[22]
29. Indonèsia[43][44]
30. Kazakhstan[45]
31. Laos[20]
32. Líbia[46]
33. Macedònia del Nord[47]
34. Malàisia[48]
35. Malawi[49]
36. Maldives[22]
37. Marroc[35]
38. Mèxic[50]
39. Moldàvia[51]
40. Myanmar[52]
41. Nepal[53]
42. Oman[54]
43. Pakistan[55]
44. Palestina[22]
45. Panamà[56]
46. Paraguai[57]
47. Ruanda[22]
48. El Salvador[58]
49. Saint Vincent i les Grenadines[35]
50. Singapur[59]
51. Síria[22]
52. Somàlia[60]
53. Sri Lanka[61]
54. Sudan[60]
55. Sud-àfrica[62]
56. Tadjikistan[63]
57. Tailàndia[64]
58. Tanzània[65]
59. Timor Oriental[66]
60. Togo[67]
61. Trinitat i Tobago[68]
62. Tunísia[69]
63. Turkmenistan[70]
64. Turquia[71]
65. Ucraïna[72]
66. Uganda[22]
67. Uruguai[20]
68. Uzbekistan[73]
69. Veneçuela[74]
70. Xile[75]
71. Zimbabwe[76]
Altres entitats:
Hong Kong[77]
Xipre del Nord[78]
OMS[79][80][81]

## Emmagatzematge
A 2-8 °C.

## Administració
En 2 dosis separades per 2 setmanes.